# Neues Schloss (Hechingen)

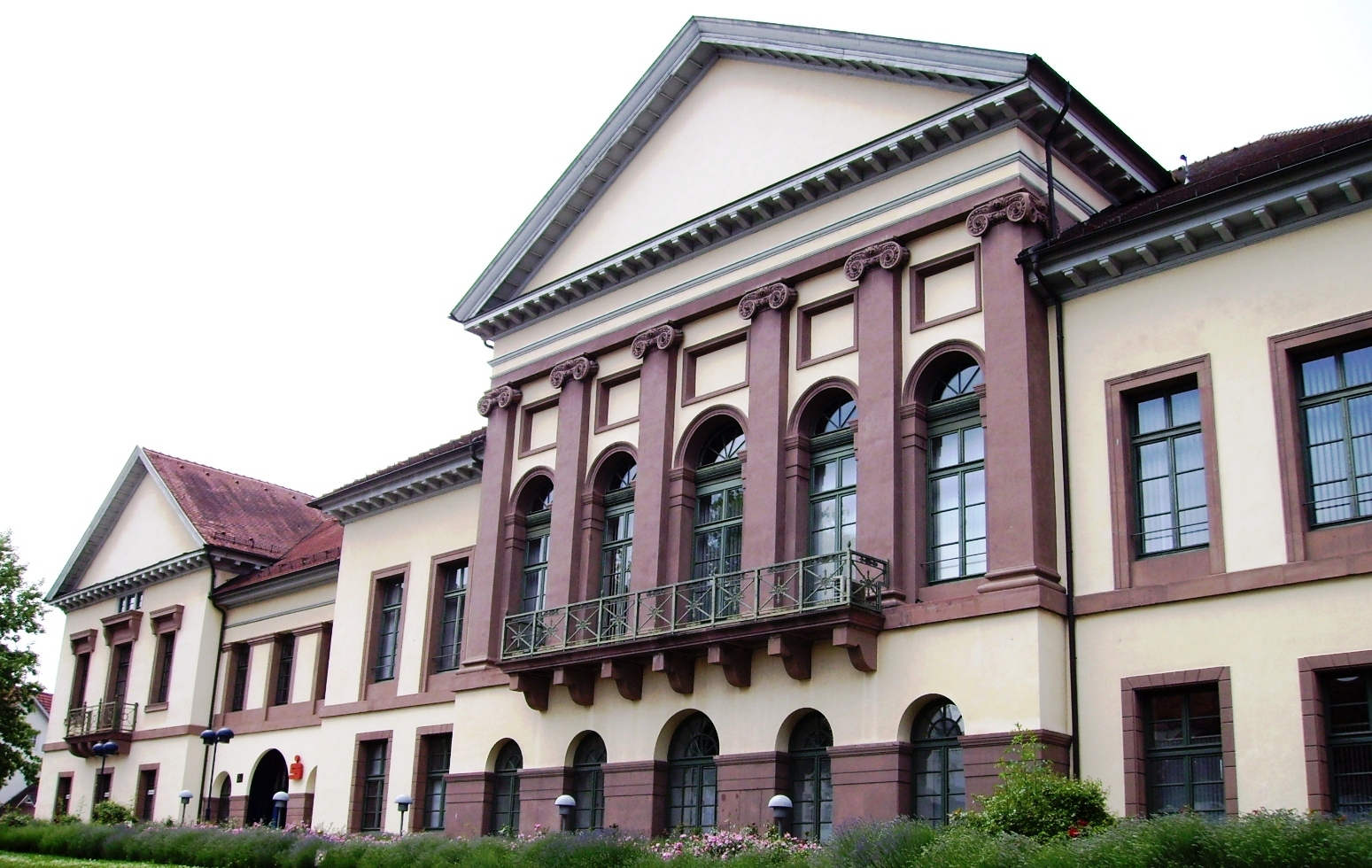
Das Neue Schloss

Das Neue Schloss in Hechingen im Zollernalbkreis (Baden-Württemberg) diente als Stadtresidenz der Fürsten von Hohenzollern-Hechingen und wurde 1818 und 1819 unter Fürst Friedrich Hermann Otto errichtet.

## Baugeschichte

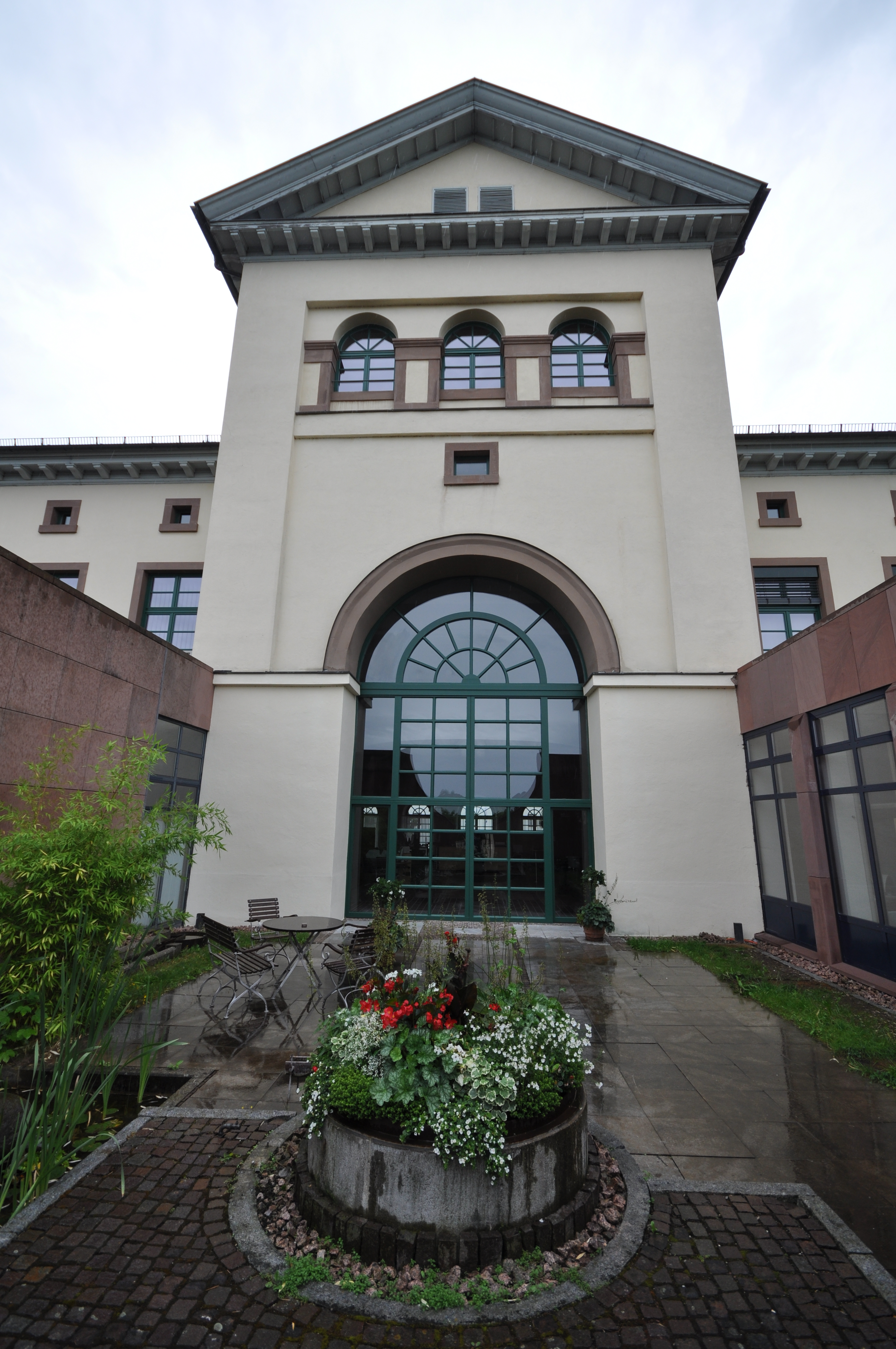
Die Rückseite des von Burnitz errichteten Gebäudes mit modernen Anbauten

Der Vorgängerbau stammte aus der Renaissance und wurde unter Graf Eitel Friedrich IV. errichtet. Dieses erste große Stadtschloss entstand Ende des 16. Jahrhunderts. Bis auf geringe Reste musste es zu Beginn des 19. Jahrhunderts dem heutigen Bau weichen. Finanziert wurden die Bauarbeiten durch Reparationszahlungen Frankreichs nach dem Wiener Kongress.
Das Neue Schloss gehört zu den klassizistischen Hauptwerken in Hechingen und wurde von Rudolf Burnitz von 1818 bis 1819 als Dreiflügelanlage erbaut. Burnitz war ein Schüler von Friedrich Weinbrenner, der im Großherzogtum Baden als führender Architekt des Klassizismus galt. Teile des Vorgängerbaus verwendete Burnitz für das Neue Schloss. Weil das Geld ausging im überschuldeten Fürstentum, blieb das Schloss aber unvollendet. Es wurde von der fürstlichen Familie auch nie wirklich bewohnt.
Heute wird das Gebäude von der Sparkasse Zollernalb genutzt.

## Gestaltung
Die Anlage hat drei Flügel. Der Mittelrisalit ist übergiebelt und deutlich höher als die Seitenrisalite. Ionische Pilaster schmücken das Gebäude. Der Innenausbau wurde nicht vollendet.
Das Dachgeschoss sollte ein weiteres Stockwerk erhalten, wozu es wegen der Geldknappheit aber auch nicht mehr kam. Später wurde noch von Fürst Konstantin hinter der Fassade ein provisorischer Konzertsaal eingerichtet.

## Umgebung

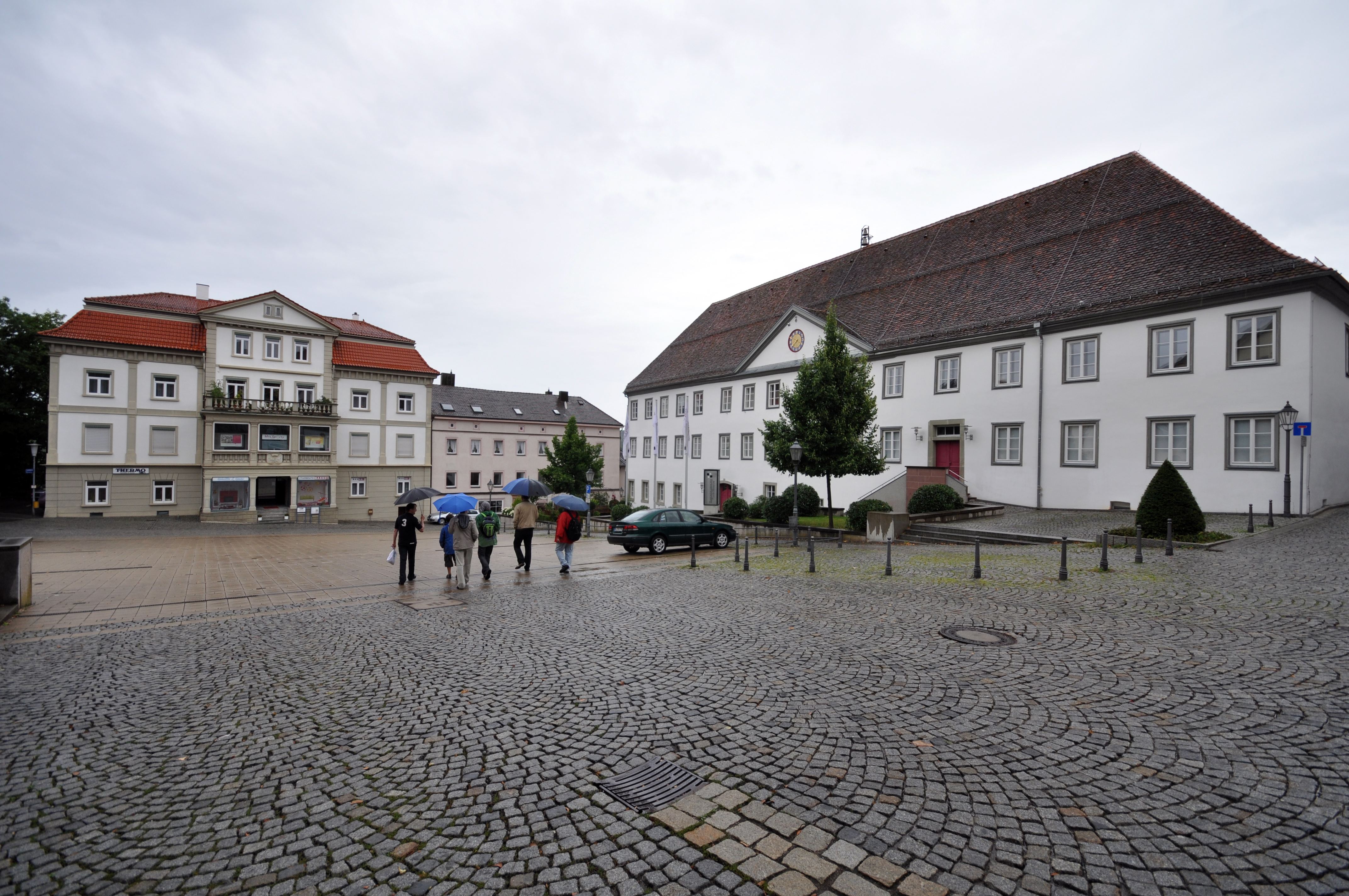
Rechts das sogenannte „Alte Schloss“, heute Sitz des Hohenzollerischen Landesmuseums

Südlich des Neuen Schlosses sind noch Reste des früheren Marstalls erhalten. Auf dem Platz gegenüber liegt das so genannte Alte Schloss, das früher als Prinzessinnenpalais und Kanzlei diente. Vorübergehend diente das Gebäude auch als Wohnsitz des Fürsten. Es handelt sich dabei um einen verputzten Fachwerkbau aus dem 18. Jahrhundert mit einem kleinen klassizistischen Giebeldreieck. Heute befindet sich dort das Hohenzollerische Landesmuseum.